# دنيس فلين
دنيس فلين هو عسكري كندي، ولد في 17 ديسمبر 1923 في مقاطعة كورك في جمهورية أيرلندا، وتوفي في 19 أغسطس 2003 في بيمبروك في كندا بسبب نوبة قلبية.